# Mimamsa
Mimamsa (devanāgarī: मीमांसा; IAST: Mīmāṃsā) est une école de philosophie indienne astika ou hindoue, c'est-à-dire qui reconnaît l'autorité du Veda. Son nom signifie «recherche», «exégèse». Celle-ci se proposait de « réaliser le commentaire systématique des textes et rituels fondateurs des cultes sacrificiels védiques ».

## Origine et terminologie
Créée par le sage Jaimini, la Mīmāṃsā est aussi appelée Pūrva Mīmāṃsā (« exégèse ancienne ») ou Karma-Mīmāṃsā, en opposition à l’Uttara mimamsa («exégèse ultérieure ou supérieure»), aussi appelée brahma-mīmānsā, shariraka-mīmāmsā ou Védanta.  L'Uttara Mīmāṃsā se concentre sur l'étude des Upanishads tandis que le Pūrva Mīmāṃsā s'occupe principalement de l'étude des Saṃhitās et des Brāhmaṇas au sein des Védas. Cette école a pris son essor vers les premiers siècles de l'ère commune.

## Texte de la Mīmāṃsā
Le texte fondateur de la Mīmāṃsā est le Mimamsa Sutra composé entre -300 et -100 avant notre ère. Celui-ci comprend douze chapitres dont le premier traite principalement de philosophie. L'un des principaux commentateurs de ce texte est Śābara (Ve siècle ou VIe siècle). Pour ces écoles de pensée, les Védas n'ont pas été écrits par des humains.

## Philosophie
Les philosophes de la Mīmāṃsā ne croient pas à la contemplation, à la recherche de l'Absolu. Ils refusèrent même jusqu'à un certain moment l'idée de la délivrance (moksha), et lorsqu'ils se verront contraints de l'intégrer, ils affirmeront encore qu'elle est obtenue par les rites. Leur conception de l'action (karma) comme douloureuse par nature n'en est que plus frappante. L'action n'exprime pas l'homme, elle trahit seulement son désir, au sens égoïste du terme. Cependant ces rituels peuvent être effectués pour le bonheur intérieur.

## Dans le bouddhisme
Pour le bouddhisme, Mīmāṃsā est l'analyse. Cette qualité est incluse dans les bases des puissances psychiques au même titre que le virya: l'effort.